# Liste der Kulturdenkmale in Würchwitz
Die Liste der Kulturdenkmale in Würchwitz bei Zeitz enthält die Kulturdenkmale des Landesamtes für Denkmalpflege und Archäologie in Sachsen-Anhalt im Zeitzer Ortsteil Würchwitz und ist eine Teilliste der Liste der Kulturdenkmale in Zeitz. Grundlage ist das Denkmalverzeichnis des Landes Sachsen-Anhalt, das auf Basis des Denkmalschutzgesetzes des Landes Sachsen-Anhalt, welches am 21. Oktober 1991 durch das Landesamt erstellt und seither laufend ergänzt wurde (Stand: 31. Dezember 2020).

## Würchwitz
| Lage                                                         | Bezeichnung  | Beschreibung | Erfassungs- nummer | Ausweisungsart | Bild |
| ------------------------------------------------------------ | ------------ | --- | ------------------ | -------------- | ---- |
| Hauptstraße, gegenüber Hofanlage Zum Wagner 41 (Karte)       | Brücke       | | 094 85258          | Baudenkmal     | BW   |
| Hauptstraße, Höhe Schubarthaus (Karte)                       | Brücke       | | 094 85259          | Baudenkmal     | BW   |
| Hauptstraße, am Weg zur Blumenmühle, Hauptstraße 49 (Karte)  | Brücke       | | 094 85283          | Baudenkmal     | BW   |
| Hauptstraße 21, Ortsmitte (Karte)                            | Gutshaus     | Schubarthaus, ehemaliges Wohnhaus Johann Christian Schubart (* 24. Februar 1734 in Zeitz; † 23. April 1787 ebenda)                   | 094 85262          | Baudenkmal     | BW   |
| Kaynaer Weg, am südlichen Ortsausgang Richtung Lobas (Karte) | Wegweiser    | | 094 85393          | Baudenkmal     | BW   |
| Kaynaer Weg 49 (Karte)                                       | Mühle        | Blumenmühle | 094 85284          | Baudenkmal     | BW   |
| Mittelweg 18 (Karte)                                         | Bauernhof    | | 094 85323          | Baudenkmal     | BW   |
| Wiesenweg 33/33a (Karte)                                     | Bauernhof    | | 094 85324          | Baudenkmal     | BW   |
| Zum Wagner 34 (Karte)                                        | Schmiede     | | 094 85335          | Baudenkmal     | BW   |
| Zum Wagner 40 (Karte)                                        | Bauernhof    | | 094 85372          | Baudenkmal     | BW   |
| Zum Wagner 41 (Karte)                                        | Bauernhof    | | 094 85382          | Baudenkmal     | BW   |
| östlich der Ortschaft auf einem bewaldeten Hügel (Karte)     | Gedenkstätte | Schubart-Denkmal, zu Ehren Johann Christian Schubart (* 24. Februar 1734 in Zeitz; † 23. April 1787 ebenda) von Landwirten errichtet | 094 85264          | Baudenkmal     | BW   |

## Legende
In den Spalten befinden sich folgende Informationen:
- Lage: Nennt den Straßennamen und wenn vorhanden die Hausnummer des Kulturdenkmals. Die Grundsortierung der Liste erfolgt nach dieser Adresse. Der Link „Karte“ führt zu verschiedenen Kartendarstellungen und nennt die geographischen Koordinaten.
Link zu einem Kartenansichtstool, um Koordinaten zu setzen. In der Kartenansicht sind Baudenkmale ohne Koordinaten mit einem roten bzw. orangen Marker dargestellt und können in der Karte gesetzt werden. Baudenkmale ohne Bild sind mit einem blauen bzw. roten Marker gekennzeichnet, Baudenkmale mit Bild mit einem grünen bzw. orangen Marker.
- Offizielle Bezeichnung: Nennt den Namen, die Bezeichnung oder zumindest die Art des Kulturdenkmals und verlinkt, soweit vorhanden, auf den Artikel zum Objekt.
- Beschreibung: Nennt bauliche und geschichtliche Einzelheiten des Kulturdenkmals, vorzugsweise die Denkmaleigenschaften.
- Erfassungsnummer: Für jedes Kulturdenkmal wird in Sachsen-Anhalt eine 20stellige Erfassungsnummer vergeben. Die letzten zwölf Ziffern werden für die Untergliederung nach Teilobjekten genutzt und werden nur angegeben, soweit vergeben. In dieser Spalte kann sich folgendes Icon  befinden, dies führt zu Angaben zu diesem Baudenkmal bei Wikidata.
- Ausweisungsart: Die Einordnung des Denkmales nach § 2 Abs. 2 DenkmSchG LSA
- Bild: Ein Bild des Denkmales, und gegebenenfalls einen Link zu weiteren Fotos des Kulturdenkmals im Medienarchiv Wikimedia Commons. Wenn man auf das Kamerasymbol klickt, können Fotos zu Kulturdenkmalen aus dieser Liste hochgeladen werden: